# 평동서초등학교
평동초등학교는 대한민국 광주광역시 광산구 평동로 416-13에 있었던 초등학교이다.

## 연혁
- 1959년 3월 20일 평동국민학교 명화분교장 개설
- 1960년 3월 24일 평동서국민학교 승격
- 1996년 3월 1일 평동서초등학교로 개칭
- 1998년 3월 1일 폐교